# Yumi Ōbe
Yumi Ōbe (jap. 大部 由美, Ōbe Yumi; * 15. Februar 1975 in Sakaiminato) ist eine ehemalige japanische Fußballspielerin.

## Karriere

### Verein
Sie begann ihre Karriere bei Nikko Securities Dream Ladies, wo sie von 1991 bis 1998 spielte. Sie trug 1996, 1997 und 1998 zum Gewinn der Nihon Joshi Soccer League bei. 1999 folgte dann der Wechsel zu OKI FC Winds. 2000 folgte dann der Wechsel zu TEPCO Mareeze. 2006 beendete sie ihre Spielerkarriere. 

### Nationalmannschaft
Im Jahr 1991 debütierte Ōbe für die japanische Nationalmannschaft. Sie wurde in den Kader der Weltmeisterschaft der Frauen 1991, 1995 und 2003 und Olympischen Sommerspiele 1996 und 2004 berufen. Insgesamt bestritt sie 85 Länderspiele für Japan.

## Errungene Titel

### Mit Vereinen
- Nihon Joshi Soccer League: 1996, 1997, 1998

### Persönliche Auszeichnungen
- Nihon Joshi Soccer League Best XI: 1995, 1996, 1997, 1998, 2000, 2001, 2003